# بابواويون

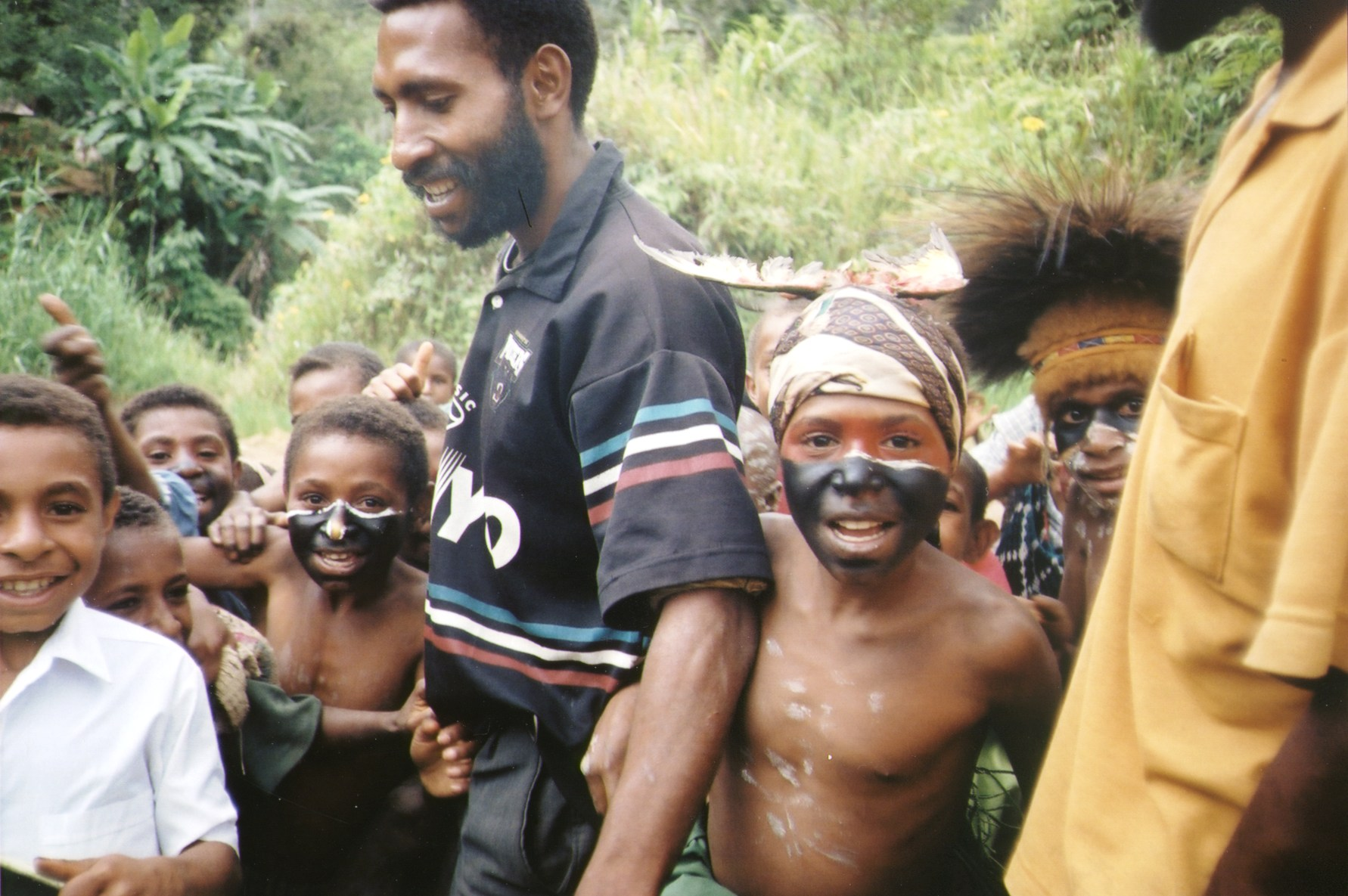
أطفال بابواويون يتجهزون لرقص السينغ سانغ

بابواويون، هو الاسم الذي يطلق على السكان الأصليين لجزيرة غينيا الجديدة، وهم من الميلانيزيين وينقسمون ما بين دولتي في الجزيرة المقسمة، الجزء الشرقي يتبعون لدولة بابوا غينيا الجديدة التي يتواجد بها حوالي 8 ملايين نسمة منهم والجزء الغربي يتبعون إندونيسيا ويبلغ عددهم حوالي 4 ملايين نسمة وجزء قليل منهم يتواجدون في جزر مضيق توريس وهم يتبعون أستراليا، هم ليس لديهم لغة واحدة، حيث ينقسمون إلى عدة أعراق وقبائل كل منها لها لغة مختلفة، أكثر اللغات المحلية المحكية في الجزيرة هي لغة توك بيسين فيما يتقن البابواويون التكلم بالإنجليزية في بابوا غينيا الجديدة وباللغة الهولندية في الجزء الغربي.

## الأصول
حسب علم الآنثروبولوجي يعتقد أن البابواويون سكنوا جزر بابوا قبل حوالي 50 ألف سنة، وهم يتشاركون نفس الأصول مع سكان أستراليا الأصليين، لغة الإشارة كانت الشائعة عند هذه الشعوب قبل أن يتطور الكلام عندهم، وقد ظلت لغة الإشارة لغة التواصل بين القبائل المختلفة للتواصل حتى وصول الأوروبيين للجزيرة.

## الدين
يعتنق معظم البابواويين المسيحية متوزعين بين عدة مذاهب، البابواويون في غينيا الجديدة يعتنق 96% منهم المسيحية منهم 70% بروتستانت و25% منهم كاثوليك، فيما يعتنق البقية منهم الديانات الاحيائية القديمة. في بابوا الغربية يعتنق حوالي 70% المسيحية فيما يتوزع البقية منهم بين الاسلام والهندوسية.